# 林肯 (阿肯色州)
林肯（英語：Lincoln）是一個位於美國阿肯色州華盛頓縣的城市。

## 地理
林肯的座標為35°56′54″N 94°25′26″W / 35.94833°N 94.42389°W，而該地的平均海拔高度為449米（即1473英尺）。

## 人口
根據2020年美國人口普查的數據，林肯的面積為7.49平方千米，當中陸地面積為7.42平方千米，而水域面積為0.07平方千米。當地共有人口2294人，而人口密度為每平方千米306人。